# Juan Soto (beisbolista)
Juan  José Soto Pacheco  (25 de octubre de 1998,  nació en el sector Los Ríos, Santo Domingo), más conocido como Juan Soto, es un jardinero dominicano de béisbol profesional de los Mets de Nueva York de las Grandes Ligas de Béisbol (MLB). Anteriormente jugó en la MLB para los Nacionales de Washington, los Padres de San Diego y los Yankees de Nueva York. Soto ha ganado cinco veces el Bate de Plata y ha sido cuatro veces All-Star. 

## Carrera profesional

### Washington Nationals (2018-2022)
Soto fue firmado por los Nacionales de Washington en 2015 como un agente libre internacional.
Debutó en Grandes Ligas el 20 de mayo de 2018, convirtiéndose en el jugador más joven de las Grandes Ligas a los 19 años y 207 días, y el primer jugador nacido en 1998 en aparecer en un partido de Grandes Ligas. Su primer hit lo conectó al siguiente día, un jonrón de tres carreras ante Robbie Erlin de los Padres de San Diego.
En total como novato en 2018, bateó para una línea ofensiva de .292/.406/.517 con 79 boletos (décimo en la Liga Nacional), 22 jonrones y 70 carreras impulsadas en 414 turnos al bate. Al finalizar la temporada, terminó segundo en la votación para el Novato del Año de la Liga Nacional, por detrás de Ronald Acuña Jr..

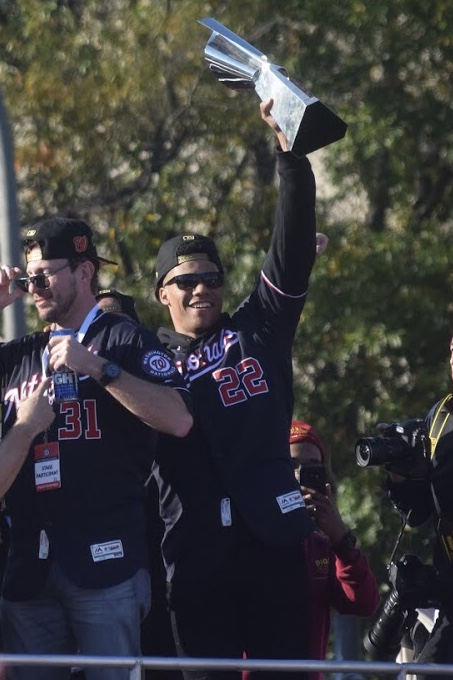
Soto celebrando el campeonato de los Nationals en 2019.

En 2019, bateó .282/.401/.548 con 110 carreras anotadas (séptimo), 108 bases por bolas (tercero), 34 jonrones, 110 carreras impulsadas (noveno) y se robó 12 bases en 13 intentos. En la postemporada, registró un promedio de bateo de .277 con cinco jonrones y 14 impulsadas y ayudó a los Nacionales a ganar la Serie Mundial de 2019, el primer campeonato en la historia de la franquicia. Posteriormente, fue nombrado al segundo equipo All-MLB, reconocimiento inaugurado ese año y otorgado a los mejores jugadores en cada posición.
En la temporada 2020 acortada por la pandemia COVID-19, Juan Soto lideró la Liga Nacional en promedio de bateo con .351 y porcentaje de embasado (.490), porcentaje de slugging (.695) y embasado más slugging (1.185). Fue nombrado como el Jugador de la Semana el 17 de agosto luego de registrar promedio de .462 y conectar cinco jonrones, incluyendo dos de 463 pies y 466 pies, respectivamente. Al finalizar la temporada, ganó su primer Bate de Plata y terminó quinto en la votación al Jugador Más Valioso de la Liga Nacional. También fue nombrado al primer equipo All-MLB.
Ganador del Home Run Derby 2022.

### Padres de San Diego (2022-2023)
El 2 de agosto de 2022, los Nacionales intercambiaron a Soto y Josh Bell a los Padres de San Diego a cambio de CJ Abrams, MacKenzie Gore, Robert Hassell, James Wood, Jarlín Susana y Luke Voit.  La magnitud del intercambio generó comparaciones con el intercambio de Herschel Walker en la NFL.

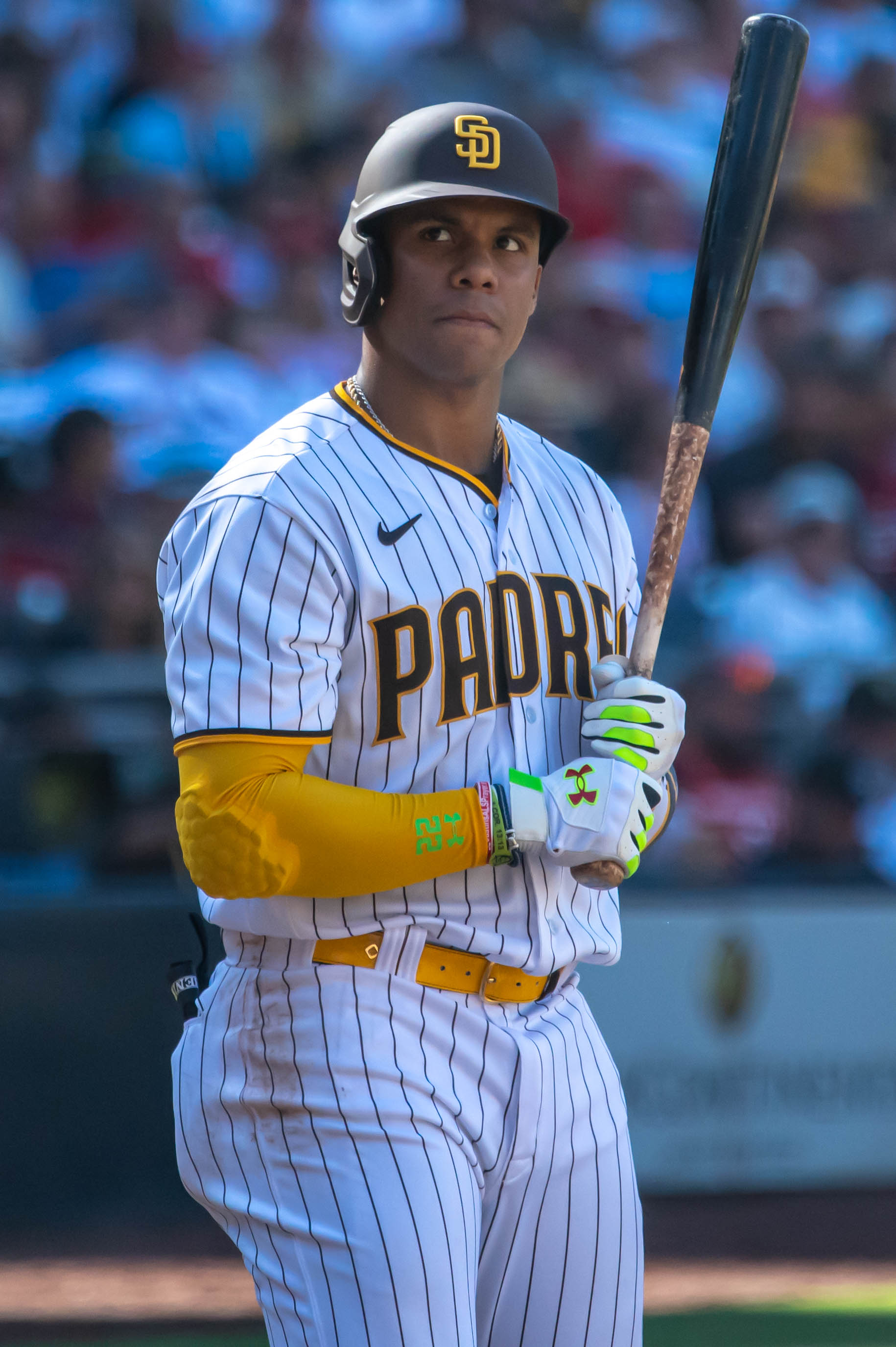
Soto con los Padres de San Diego en 2022.

El 12 de agosto, apenas diez días después de ser traspasado a los Padres, Soto se enfrentó a los Nacionales en Washington, donde recibió una ovación de pie de 45 segundos del público. Durante el resto de la temporada 2022, Soto jugó 51 partidos con el equipo, acumulando un promedio de bateo de .236, 6 jonrones, 16 carreras impulsadas y 36 bases por bolas. Llegó a la Serie de Campeonato de la Liga Nacional de 2022 con los Padres, conectando dos jonrones en la serie, en la que perdieron en cinco juegos ante los Filis de Filadelfia.
En total, en 2022, con ambos equipos, Soto jugó 152 partidos con un promedio de bateo de .242, 27 jonrones, 62 carreras impulsadas y 135 bases por bolas, líder en la MLB. Recibió bases por bolas en el 20.3% de sus apariciones al plato, la cifra más alta en las Grandes Ligas, y tuvo la tasa más alta de bases por bolas/ponches en las mayores, con 1.41.  Abanicaba a un menor porcentaje de lanzamientos fuera de la zona de strike (19.9%) que cualquier otro bateador de Grandes Ligas. 
El 13 de enero de 2023, Soto firmó un contrato de un año por $23 millones con los Padres, evitando el arbitraje salarial. En general, en 2023, Soto jugó en los 162 juegos con un promedio de bateo de .275, 35 jonrones, 109 carreras impulsadas y 132 bases por bolas, líder en la MLB.

### Yankees de Nueva York (2024)
El 6 de diciembre de 2023, los San Diego Padres intercambiaron a Soto y Trent Grisham a los Yankees de Nueva York por Michael King, Drew Thorpe, Jhony Brito, Randy Vásquez y Kyle Higashioka.  Soto y los Yankees evitaron el arbitraje salarial antes del inicio de la temporada 2024, acordando un contrato de un año por un valor de $31 millones. 

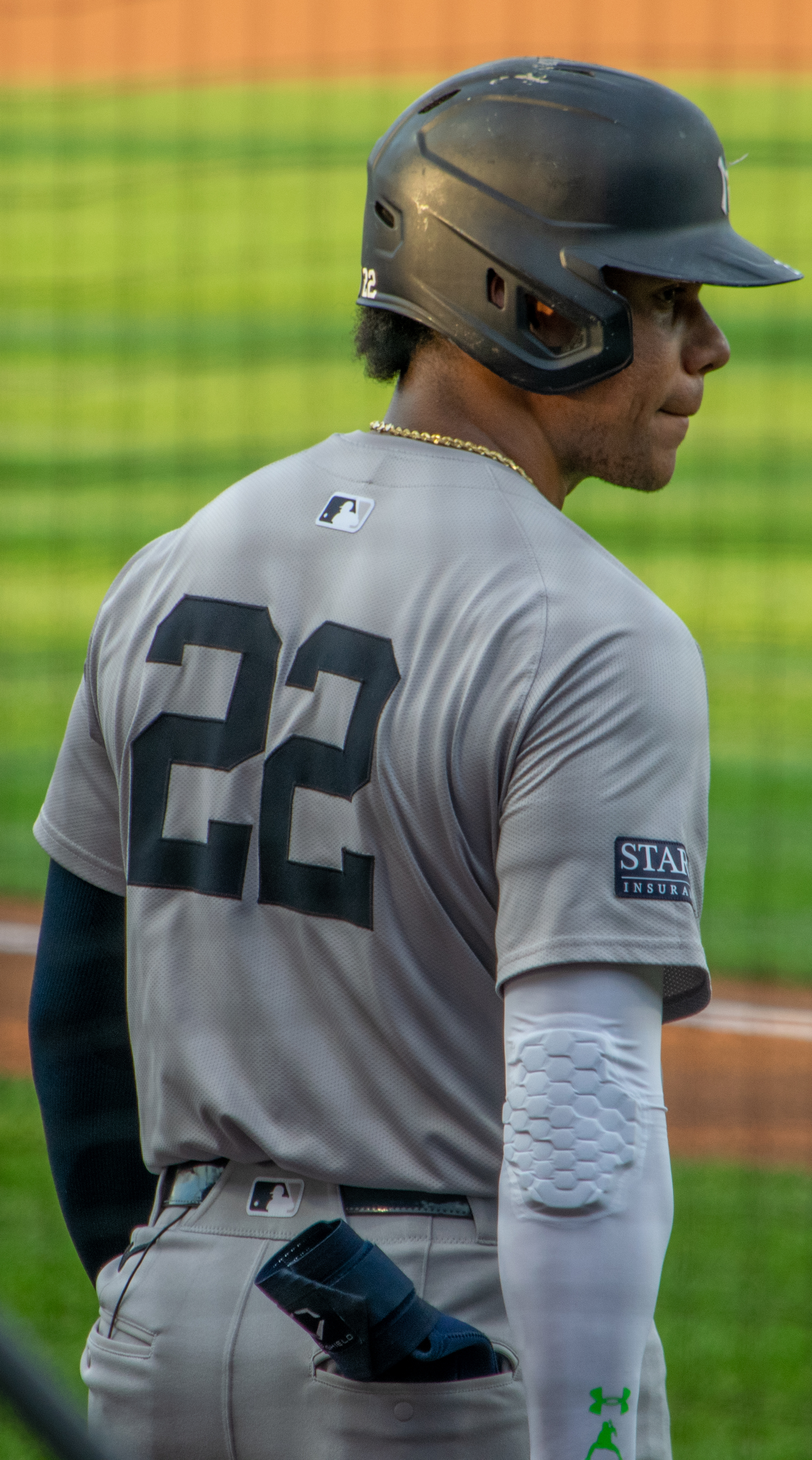
Soto con los New York Yankees en 2024

Del 28 al 31 de marzo, Soto bateó de 9-17 con un jonrón, un doble y cuatro carreras impulsadas y también obtuvo una asistencia en los jardines en el Día Inaugural al lanzar la carrera del empate en el plato en la penúltima jugada del juego.  El 1 de abril, Soto fue nombrado Jugador de la Semana de la Liga Americana para la primera semana de la temporada, obteniendo su premio desde que se mudó de la Liga Nacional durante el invierno. 
El 3 de junio, después de una semana en la que Soto registró promedio de bateo de .435/.500/1.000, con dos jonrones en un juego contra los Gigantes de San Francisco, incluidas las carreras de la ventaja en la parte superior de la novena entrada, fue nombrado Jugador de la Semana de la Liga Americana por segunda vez. 
Soto fue nombrado jardinero titular de la Liga Americana en el Juego de Estrellas de la MLB de 2024. Fue su cuarta vez siendo nombrado para un Juego de Estrellas y su primera aparición para la Liga Americana. 
El 13 de agosto, Soto conectó tres jonrones en la victoria por 4-1 sobre los Chicago White Sox, registrando las cuatro carreras impulsadas del juego. Fue la primera vez que registró tres jonrones en un solo juego en su carrera.  El 14 de agosto, Soto conectó un jonrón solitario profundo al jardín derecho en su primer turno al bate y se convirtió en el sexto Yankee en conectar un jonrón en cuatro turnos al bate consecutivos (uniéndose a la lista con Lou Gehrig en 1932, Johnny Blanchard en 1961, Mickey Mantle en 1962 , Bobby Murcer en 1970 y Reggie Jackson en 1977).  También se convirtió en el sexto Yankee con al menos 6 jonrones en un lapso de 4 juegos (uniéndose a la lista con Babe Ruth en 1921 y 1930, Tony Lazzeri en 1936, Joe DiMaggio en 1948, Mantle en 1962 y Alex Rodríguez en 2007). 
El 21 de agosto, en una victoria de 8-1 sobre los Cleveland Guardians, Soto conectó un jonrón de dos carreras al jardín central en su primer turno al bate, el número 36 de la temporada, lo que le otorgó un nuevo récord personal en una sola temporada. Se convirtió en el primer Yankee en la era de la expansión (desde 1961) en conectar 8 hits consecutivos (desde el 11 de agosto contra los Texas Rangers) y el primer jugador en todo el béisbol desde Joey Votto en julio de 2021.
El 17 de septiembre, en una victoria de 11-2 sobre los Marineros de Seattle en el T-Mobile Park, Soto conectó un jonrón de dos carreras en la cuarta entrada y alcanzó el hito de conectar un jonrón en los 30 estadios actuales de las Grandes Ligas. También fue su jonrón número 40, la cifra más alta de su carrera, y el jonrón número 200 de Soto, quien se convirtió en el séptimo jugador más joven en la historia de las Grandes Ligas en alcanzar esa cifra, a los 25 años y 328 días.
Soto terminó la temporada 2024 bateando .288/.419/.569 con 41 jonrones, 109 carreras impulsadas y fue segundo en las Grandes Ligas en bases por bolas con 129. 
El 19 de octubre, Soto conectó un jonrón de tres carreras en la parte alta de la décima entrada del quinto juego de la Serie de Campeonato de la Liga Americana de 2024, lo que permitió a los Yankees tomar una ventaja de 5-2 sobre los Cleveland Guardians. Esto catapultó a los Yankees a la Serie Mundial por primera vez desde 2009.  Perdieron contra los Dodgers de Los Ángeles en cinco juegos. Soto terminó la postemporada de 2024 con un promedio de bateo de .327/.469/1.102, con 4 jonrones y 9 carreras impulsadas en 14 juegos.  Tras la Serie Mundial, Soto se convirtió en agente libre, durante la cual, rechazó una oferta para permanecer con los bombarderos del bronx con un contrato de 16 años y $760 millones.

### Mets de Nueva York (2025-presente)
El 11 de diciembre de 2024, Soto firmó un contrato de 15 años por 765 millones de dólares con los New York Mets, lo que lo convierte en el contrato más caro en la historia del deporte. El contrato le proporcionó a Soto un bono por firmar de $75 millones e incluía una opción del club para aumentar su salario base en $4 millones por año entre 2030 y 2039, que, si se rechazaba, podría optar por no participar después de la temporada de 2029.
El 28 de marzo de 2025, Soto conectó su primer jonrón como Met, un batazo solitario al jardín derecho ante el lanzador de los Astros de Houston, Hunter Brown, dándole a los Mets su primera victoria de la temporada por 3 a 1.

## Estadísticas

#### Estadísticas al Bateo

##### Temporada regular
| Año      | Equipo             | JJ  | VB   | CA  | H   | 2B  | 3B | HR  | CI  | BB  | K   | BR | AVG  | SLG  |
| -------- | ------------------ | --- | ---- | --- | --- | --- | -- | --- | --- | --- | --- | -- | ---- | ---- |
| 2018     | Nationals          | 116 | 414  | 77  | 121 | 25  | 1  | 22  | 70  | 79  | 99  | 5  | .292 | .517 |
| 2019     | Nationals          | 150 | 542  | 110 | 153 | 32  | 5  | 34  | 110 | 108 | 132 | 12 | .282 | .548 |
| 2020     | Nationals          | 47  | 154  | 39  | 54  | 14  | 0  | 13  | 37  | 41  | 28  | 6  | .351 | .695 |
| 2021     | Nationals          | 151 | 502  | 111 | 157 | 20  | 2  | 29  | 95  | 145 | 93  | 9  | .313 | .534 |
| 2022     | Nationals          | 101 | 342  | 62  | 84  | 17  | 1  | 21  | 46  | 91  | 62  | 6  | .246 | .485 |
| 2022     | Padres             | 52  | 182  | 31  | 43  | 8   | 1  | 6   | 16  | 44  | 34  | 0  | .236 | .390 |
| 2022     | Nationals / Padres | 153 | 524  | 93  | 127 | 25  | 2  | 27  | 62  | 135 | 96  | 6  | .242 | .452 |
| 2023     | Padres             | 162 | 568  | 97  | 156 | 32  | 1  | 35  | 109 | 132 | 129 | 12 | .275 | .519 |
| 2024     | Yankees            | 157 | 576  | 128 | 166 | 31  | 4  | 41  | 109 | 129 | 119 | 7  | .288 | .569 |
| 2025     | Mets               | 0   | 0    | 0   | 0   | 0   | 0  | 0   | 0   | 0   | 0   | 0  | 0    | 0    |
| Total    | Total              | 936 | 3280 | 655 | 934 | 179 | 15 | 201 | 592 | 769 | 696 | 57 | .285 | .532 |
| All-Star | All-Star           | 4   | 7    | 1   | 2   | 1   | 0  | 0   | 2   | 3   | 0   | 0  | .286 | .429 |

##### Postemporada
| Año   | Equipo    | JJ | VB  | CA | H  | 2B | 3B | HR | CI | BB | K  | BR | AVG  | SLG  |
| ----- | --------- | -- | --- | -- | -- | -- | -- | -- | -- | -- | -- | -- | ---- | ---- |
| 2019  | Nationals | 17 | 65  | 12 | 18 | 3  | 0  | 5  | 14 | 9  | 21 | 1  | .277 | .554 |
| 2022  | Padres    | 12 | 46  | 7  | 11 | 2  | 0  | 2  | 7  | 4  | 10 | 1  | .239 | .413 |
| 2024  | Yankees   | 14 | 49  | 12 | 16 | 3  | 0  | 4  | 9  | 14 | 9  | 0  | .327 | .633 |
| Total | Total     | 43 | 160 | 31 | 45 | 8  | 0  | 11 | 30 | 27 | 40 | 2  | .281 | .538 |

## Estilo de juego

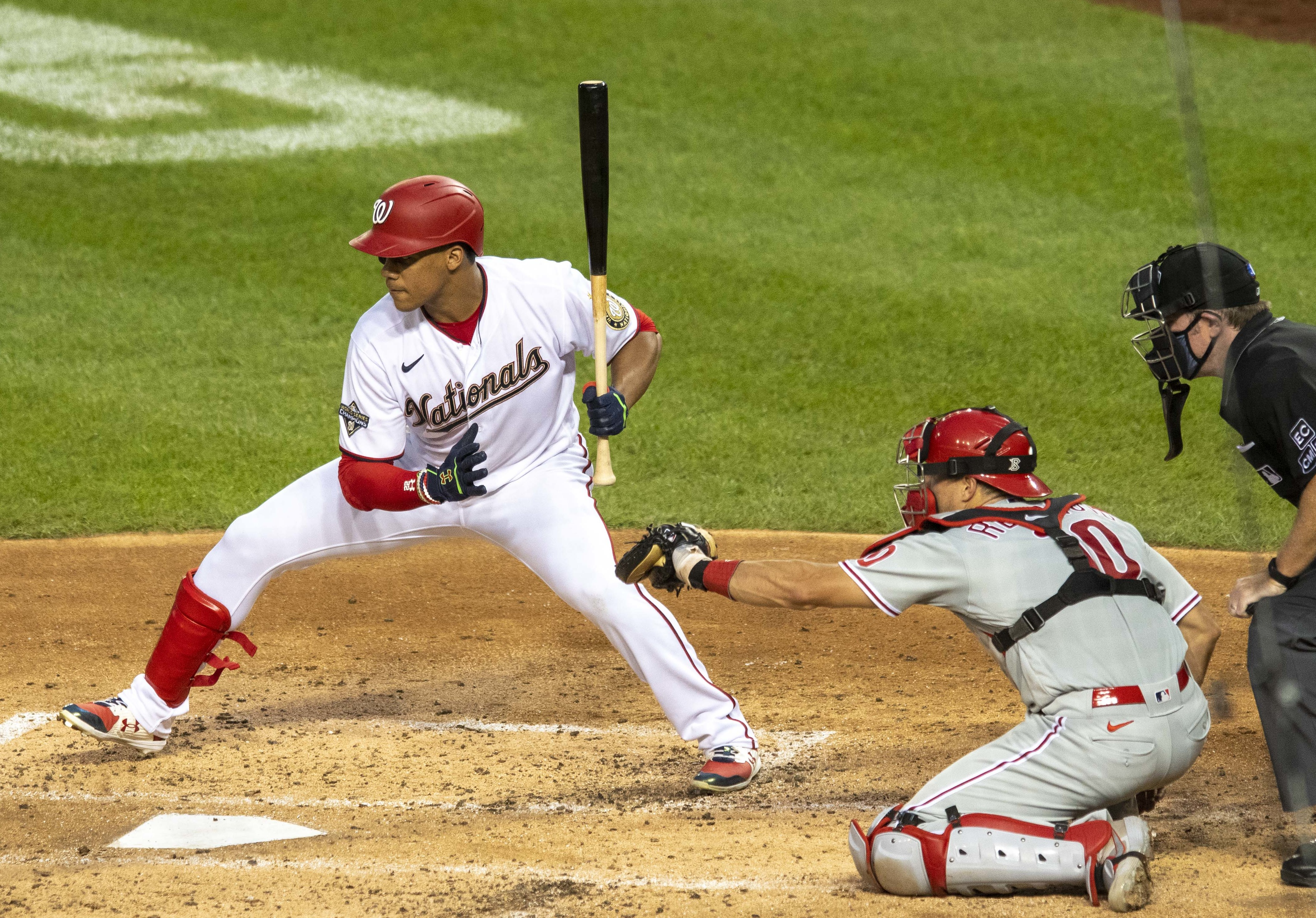
Soto realizando el "Soto Shuffle" en 2020 con los Washington Nationals

Soto es conocido por su excepcional disciplina en el plato, ocupando el quinto lugar de todos los tiempos en tasa de bases por bolas y el decimoséptimo de todos los tiempos en porcentaje de embase de carrera entre los bateadores con al menos 4000 apariciones en el plato al final de la temporada 2024. Durante su temporada de novato en 2018, Soto se hizo conocido por sus movimientos en la caja de bateo después de recibir con éxito un lanzamiento por una bola. Apodada el "Soto Shuffle", la rutina a menudo incluye a Soto balanceando sus caderas, limpiando la tierra con un amplio arco de su pierna, golpeando su pierna, saltando o agachándose y mirando fijamente al lanzador. Como lo describió un escritor de ESPN : "Balancea sus caderas o abre sus piernas o barre sus pies o menea sus hombros o se lame los labios o aprieta su, um, trasero, a veces todo a la vez". Soto dice que comenzó la rutina en las ligas menores "para entrar en la mente de los lanzadores, porque a veces se asustan".  En el Juego 1 de la Serie de Campeonato de la Liga Nacional de 2019, el lanzador de los Cardenales de San Luis, Miles Mikolas, respondió a las travesuras de Soto agarrándose la entrepierna tras retirarlo con un roletazo.  Soto respondió más tarde diciendo: "Me sacó de out, puede hacer lo que quiera".  En temporadas posteriores, Soto eliminó el agarre de la entrepierna de la rutina.
Soto emplea una técnica de "dos strikes", en la que levanta el agarre del bate y adopta una postura más amplia y baja, a veces descrita como agachada, en la caja de bateo.  Es conocido por su habilidad para conectar la pelota a todos los campos, incluso con dos strikes. Al final de la temporada 2020, Soto había conectado 69 jonrones en su carrera en las Grandes Ligas, repartidos equitativamente por dirección: 23 al jardín izquierdo, 23 al jardín central y 23 al jardín derecho.
Aunque fue finalista al Guante de Oro como jardinero izquierdo después de la temporada 2019 , Soto ha mostrado preferencia por jugar en el jardín derecho, su posición principal durante su breve carrera en las ligas menores. Los Nacionales comenzaron a utilizarlo como jardinero derecho titular a finales de la temporada 2020, y se convirtió en el jardinero derecho titular de los Nacionales en 2021. Soto está por debajo del promedio en ambas posiciones de esquina de los jardines durante su carrera, según la calificación de zona definitiva y las métricas de Statcast.

## Carrera internacional
Soto jugó con la selección nacional de República Dominicana en el Clásico Mundial de Béisbol de 2023. Lideró o empató el liderato del equipo en hits, dobles, jonrones, bases por bolas y OPS. También dio una asistencia en los jardines contra Nicaragua. Uno de sus jonrones llegó en una derrota por nocaut ante Puerto Rico. 
En 2021, Soto donó $200,000 a los atletas dominicanos en los Juegos Olímpicos de Verano de ese año. 

## Vida personal
El hermano menor de Soto, Elián, actualmente juega en la organización de los Nacionales de Washington. 
En 2025, tras firmar con los Mets, le regaló a Brett Baty una Chevrolet Tahoe que tenía escrito "Gracias por el #22" en el parabrisas trasero. 